# MVCD
Bei der MVCD (Mole-Video-CD) handelt es sich um eine nicht standardkonforme Video-CD (VCD), die eine Abspieldauer von etwa 2 Stunden pro CD bietet.
Eine normale VCD ist im MPEG-1-Verfahren mit konstanter Bitrate (CBR) kodiert, d. h. alle Szenen werden mit standardmäßig 1150 kbit/s für den Videostream enkodiert, unabhängig davon, ob es sich um eine schnelle Actionszene oder eine ruhige Konversation handelt.
Die MVCD ist MPEG-1 oder MPEG-2 mit variabler Bitrate (VBR) kodiert, d. h. die Bitrate wird bei schnellen Szenen auf z. B. 2000 kbit/s angehoben, dafür aber bei sehr ruhigen Szenen auf 270 kbit/s abgesenkt. Es wird außerdem mit einer geänderten Quantisierungs-Matrix gearbeitet und um weiteren Speicherplatz zu gewinnen wird die Bitrate des MP2-Tons reduziert, von 224 kbit/s (VCD-Standard) meist auf 128 kbit/s.
Auf eine Veränderung der GOP wird bei der normalen MVCD zugunsten der Kompatibilität verzichtet. MVCDs mit verlängerter GOP werden MVCDex genannt und bieten eine nochmals gesteigerte Abspieldauer, bei diesen kann es aber zu Problemen mit manchen DVD-Playern kommen.
Durch enge Anlehnung an den SVCD-Standard (hier „variable Bitrate“) können die meisten DVD-Player MVCDs in der VCD-Auflösung (352×288 Fernsehnormen PAL bzw. 352×240 NTSC) abspielen. Die Erfahrung hat gezeigt, dass vor allem günstige DVD-Player hier selten Probleme haben. Eine mit den MVCD-Vorlagen erstellte MSVCD (also 480×576 MPEG-2 PAL) ist genauso aufgebaut wie eine Standard-SVCD, nur dass man in der Lage ist, bei annähernd gleicher Bildqualität mit einer niedrigeren Bitrate auszukommen. Dadurch ist es möglich einen kompletten 90-bis-120-Minuten-Film in annähernder SVCD-Qualität auf eine CDR80 zu brennen und mit jedem SVCD-fähigen DVD-Player abzuspielen.
MVCDs werden mit Hilfe der MPEG-Encoder-Software TMPGenc und den von MoleVCD angebotenen dazugehörigen Vorlagen (Voreinstellungen) erstellt. Es existieren Vorlagen für Auflösungen von 352×288 (VCD) über 480×576 (SVCD) bis zu 720×576 (DVD) jeweils für PAL und NTSC.
Geschichtlich entstammt diese VCD-Herstellmethode, auch als eXtended VCD XVCD bezeichnet, aus Erfahrungen u. a. von Kwag (KVCD) und Mole, wurde aber ab Version 2.5 (Juli 2003) von roc unter Mithilfe der MVCD-Gemeinde komplett neu erarbeitet. Andere Formate wie RSVCD, AVCD, XVCD, DVCD oder TVCD unterscheiden sich im Wesentlichen durch Auflösung, Bitrate, GOP und die eingesetzte Quantisierungsmatrix. Benutzer dieser Varianten sollten auf mögliche Kompatibilitätsprobleme z. B. im Bereich „erlaubter Auflösungen“ bzw. zu extremer GOP-Werte achten!